# Panurginus minutulus
Panurginus minutulus är en biart som först beskrevs av Warncke 1987.  Panurginus minutulus ingår i släktet bergsbin, och familjen grävbin. Inga underarter finns listade i Catalogue of Life.